# گاورنر

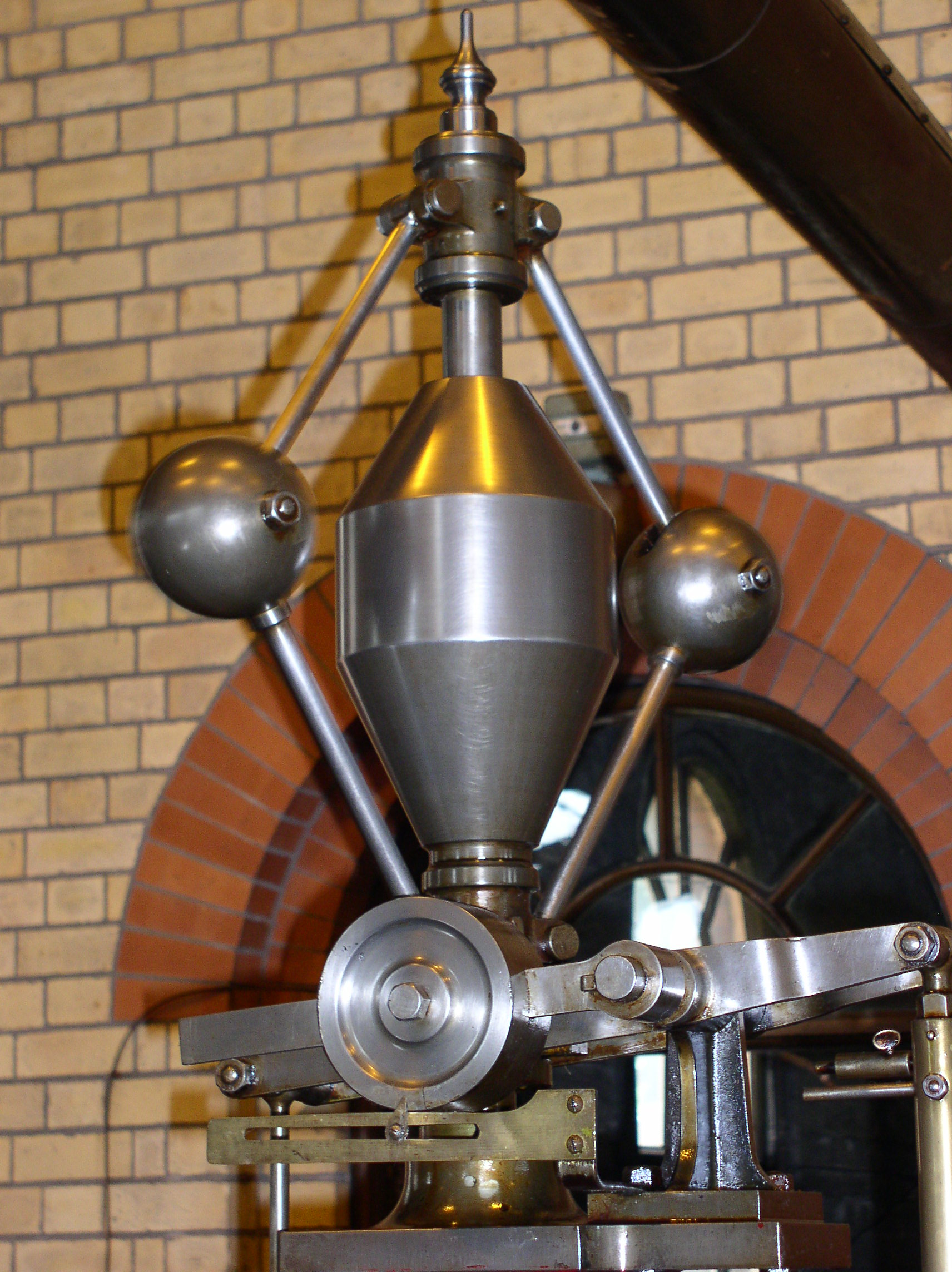
گاورنر موتور

گاورنر یا فرماندار (به انگلیسی: Governor) وسیله‌ای است که سرعت یا پارامتر دیگری را در پیش‌ران اصلی یک سامانه کنترل می‌کند. پیش‌ران‌های اصلی ماشین‌های گردانی هستند که توان خود را از منبع ورودی انرژی دیگری مانند بخار یا آب می‌گیرند و گاورنر در رایج‌ترین شکل خود با تغییردادن اندازهٔ شارش این انرژی ورودی، سرعت پیش‌ران اصلی را کنترل می‌کند. دو جزء اصلی سامانه‌های گاورنر عبارتند از حسگر سرعت و بخشی که دریچهٔ ورود انرژی را کنترل می‌کند. این دو بخش در گاورنرهای ساده‌تر که برای باز و بسته کردن دریچهٔ ورودی نیاز به نیروی زیادی نیست، ممکن است یکی باشند، اما در جایی که برای اینکار نیاز به نیروی بیشتری باشد از سروو موتور برای کنترل دریچه استفاده می‌شود. در گاورنر سیگنال حاصل از سرعت حس‌شده با یک سیگنال سرعت مرجع مقایسه می‌شود و یک سیگنال خطا تولید می‌گردد که برای کنترل سرعت پیش‌ران اصلی استفاده خواهد شد.
در حالت کلی هر فرایندی را که به کنترل خروجی یک پیش‌ران اصلی (مانند موتورهای گازی، بخار و دیزل یا توربین‌های گازی) کمک می‌کند را می‌توان گاورنر نامید. به غیر از کنترل خودکار سرعت، گاورنر می‌تواند پارامترهای دیگری را نیز کنترل کند، برای نمونه در یک پمپ، گاورنر می‌تواند وظیفهٔ کنترل فشار خروجی را بر عهده داشته باشد، به گونه‌ای که صرف نظر از میزان تخلیه، فشار ثابت بماند. در پیش‌ران‌های اصلی، گاورنر با استفاده از یک سازوکار مناسب در کنترل میزان شارهٔ تغذیه، خروجی را متناسب با تغییرات نیاز بار تنظیم می‌کند. برخی از انواع گاورنرها موسوم به گاورنرهای اضطراری تنها در مواقع اضطراری که پارامتر مورد کنترل مانند سرعت از میزان معینی بیشتر شود وارد عمل می‌شوند.

## انواع گاورنر
گاورنرها به دو دسته اصلی تقسیم می‌شوند. یک دسته گاورنرهای مرکزگریزی هستند که در عمل کاربرد بیشتری دارند و بر پایهٔ نیروی مرکزگریزی کار می‌کنند. این دسته از گاورنرها خودشان بر اساس سازوکار بازگشت گوی‌های گاورنر—جرم‌های اصلی در حال گردش به دور محور گاورنر—به دو دستهٔ کنترل‌شده با گرانش و کنترل‌شده با نیروی فنر تقسیم می‌شوند. به دستهٔ دیگر گاورنرها، گاورنرهای نوع لَخت می‌گویند که بسته به تغییرات شتاب خطی یا زاویه‌ای عمل می‌کنند. گوی این دسته از گاورنرها به جای حساسیت مستقیم به سرعت، به نرخ تغییرات سرعت حساس است و بر اساس آن جابجا می‌شود. گاورنرهای لخت از نظر سرعت سریع پاسخ‌دهی‌شان در برابر تغییرات بار، نسبت به نوع مرکزگریزی مزیت دارند اما اطمینان‌یافتن از توازن کامل بخش‌های در حال گردش در آن‌ها دشوار است. گاورنرهای نوع لخت در جایی که گشتاور مقاوم ممکن است به سرعت تغییر کند، مانند موتورهای درون‌سوزی که در وسایل دریایی استفاده می‌شوند، کاربرد دارند.
مهمترین گاورنرهای مرکزگریزی عبارتند از:
1. گاورنر وات[و ۱]
2. گاورنر پورتر[و ۲]
3. گاورنر هرتنل[و ۳]
4. گاورنر پروئل[و ۴]
5. گاورنر هارتانگ[و ۵]
6. گاورنر پیکرینگ[و ۶]
7. گاورنر ویلسون-هرتنل[و ۷]

## تفاوت گاورنر و چرخ لنگر
باید توجه داشت که بر خلاف چرخ لنگر که با استفاده از اثر چرخ لنگری و با افزایش لختی سیستم می‌توان سرعت افت‌وخیز را به یک میزان معین محدود کرد، گاورنر هیچ کنترلی بر روی افت‌وخیزهای چرخه‌ای (سیکلی) ندارد؛ همچنین در یک گاورنر کنترل می‌تواند با مهارکردن گشتاور متوسط اعمالی به محور محرک انجام شود، ولی در چرخ لنگر سرعت متوسط کنترل نمی‌شود و تنها وظیفهٔ کنترل نوسانات سرعت در یک چرخه را بر عهده دارد.
| گاورنر                                                                               | چرخ لنگر                                                            |
| ------------------------------------------------------------------------------------ | ------------------------------------------------------------------- |
| تنها برای پیش‌ران‌های اصلی استفاده می‌شود                                               | در هر ماشینی می‌توان استفاده کرد                                     |
| بخشی ضروری از سامانهٔ کنترلی پیش‌ران اصلی است                                          | استفاده از آن در پیش‌ران‌های اصلی ضروری نیست                          |
| کنترل فعال دارد (با تنظیم تغذیهٔ پیش‌ران اصلی)                                         | کنترل غیرفعال دارد (با ذخیره‌سازی انرژی جنبشی چرخش و سپس رهاسازی آن) |
| گشتاور متوسط گردش را کنترل می‌کند و سرعت متوسط را در شماری از چرخه‌ها ثابت نگاه می‌دارد | افت‌وخیزها را کاهش می‌دهد و بر سرعت متوسط کنترلی ندارد                |

## واژه‌نامه
1. ↑  Watt
2. ↑  Porter
3. ↑  Hartnel
4. ↑  Proel
5. ↑  Hartung
6. ↑  Pickering
7. ↑  Wilson-Hartnel